# Revendicările Alabama

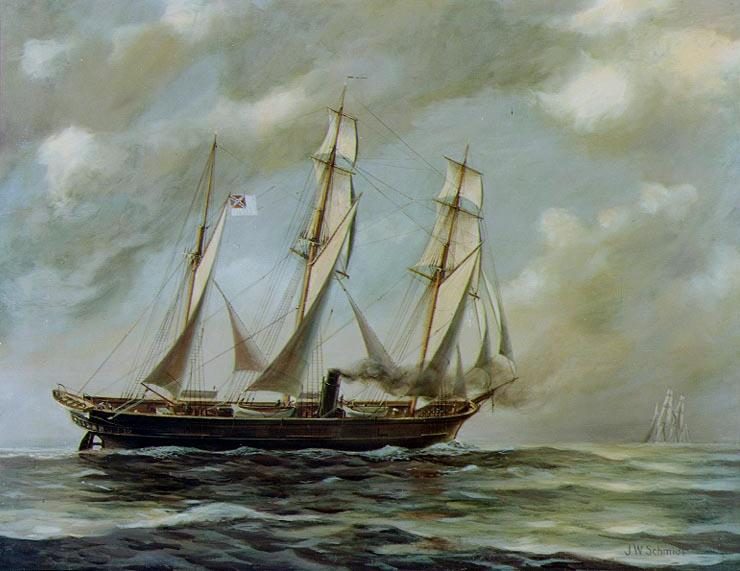
Tablou al CSS Alabama

Revendicările Alabama au fost o serie de cereri pentru daune solicitate guvernului Stalor Unite ale Americii de către Regatul Unit al Marii Britanii și Irlandei în 1869, pentru atacurile împotriva vaselor comerciale ale Uniunii efectuate de vasele Marinei Confederate construite în șantierele navale britanice în timpul Războiului Civil American. Revendicările s-au concentrat în principal pe cel mai cunoscut dintre acești atacatori, CSS Alabama, care a obținut mai mult de șaizeci de victorii înainte de a fi scufundat în largul apelor teritoriale franceze în 1864.
După ce arbitrajul internațional din 1872 a susținut poziția americană, britanicii au fost de rezolve diferendul prin plata către SUA a 15,5 milioane dolari, punând capăt disputei și deschizând drumul către semnarea unui tratat care a refăcut relațiile amicale dintre Regatul Unit și Statele Unite. Acel arbitraj internațional a stabilit un precedent, iar acest caz a crescut interesul pentru codificarea dreptului internațional.

## Implicarea politică britanică
Premierul britanic lordul Palmerston și ministrul de externe lordul John Russell nu au reușit să oprească lansarea la apă a vasului Alabama în șantierul naval al companiei John Laird Sons din Birkenhead. Legația americană din Londra s-a opus ferm lansării la apă, iar ambasadorul american în Regatul Unit, Charles Francis Adams, a acuzat că nava era destinată Confederației, care urma să o folosească împotriva Statelor Unite.
Deși atât premierul cât și ministrul de externe avea o atitudine favorabilă Confederației în vremea în care se contruia Alabama, opinia publică britanică era divizată, iar membrii parlamentului precum Richard Cobden luau atiudine fermă în favoarea Uniunii. Plecarea vasului Alabama către porturile Confederației s-a dovedit a fi un eveniment stânjenitor, iar Palmerston și Russell au fost mai târziu forțați să recunoască că nu ar fi trebuit să îi permite plecarea. Guvernul a solicitat sfatul Lord ului judecător al Angliei și Țării Galilor, sir Alexander Cockburn, care a decis că permisiunea acordată navei pentru plecare din portul britanic nu încalcă neutralitatea Marii Britanii, deoarece vasul nu era echipată cu arme în momentul în care a părăsit porturile Regatul Unit.
În anul următor, Marea Britanie a reținut două nave de război cu blindaj metalic construite în Birkenhead și destinate Confederației. Ca urmare a scandalului legat de „Alabama”, Palmerston a cerut Amiralității Britanice să liciteze organizeze o licitație pentru achiziționarea navelor. Ei au fost cumpărați de către un întreprinzător, domnul Bravay din Paris (care comandase construcția lor ca intermediar pentru Confederație).

## Revendicările
În ceea ce a fost numit „Revendicările Alabama”, Statele Unite au pretins în 1869 daune directe și colaterale de la Regatul Unit. În cazul particular al vasului Alabama, SUA au pretins că britanicii au violat neutralitatea proclamată când u permis construirea a cinci vase de război, în special al vasului cu pânze și motor cu abur Alabama, deși cunoșteau faptul că ele aveau în cele din urmă să intre în serviciul marinei militare a Confederației.
În alt caz, în vara anului 1862, vasul cu abur de construcție britanică Oreto, redenumit mai târziu crucișătorul CSS Florida, a fost trimis în portul Nassau din Bahamas cu scopul secret să fie transferat marinei confederate. Amiralul Royal Navy George Willes Watson (1827–1897) a sprijinit transferul, iar acțiunile lui Watson aveau să fie cercetate de tribunal.
Alte vase de război livrate Congederației au fost CSS Shenandoah (construită în șantierul naval Alexander Stephen and Sons din Glasgow), CSS Lark (construită în același șantier ca Alabama) și CSS Tallahassee (construită la J & W Dudgeon din Londra).

### Modalitățile de plată
Senatorul de Massachusetts Charles Sumner], președintele Comitetului Senatului Statelor Unite pentru Relații Externe, a vrut la început să ceară despăgubiri de 2 miliarde de dolari sau, ca alternativă, cedarea Canadei către Statele Unite. Când secretarul de stat american William H. Seward a negociat cumpărarea teritoriului Alaska în 1867, al a considerat că aceasta este prima fază dintr-un plan mai cuprinzător pentru obținerea controului asupra întregii coastei nord-vestice a Pacificului. Seward era un susținător înfocat al „Manifest Destiny”, în primul rând pentru vantajele comerciale pe care le-ar fi asigurat SUA. Seward se aștepta ca provincia vestică Columbia Britanică să fie de acord cu anexarea de către Statele Unite și considera că brianicii ar putea accepta cedarea teritoriului în schimbul rezolvării revendicărilor Alabama. În scrută vreme și alți politicieni americani și-au manifestat sprijinul pentru anexare, având ca obiectiv obținerea controlului asupra British Columbia, Red River Colony ( Manitoba de mai târziu) Nova Scotia răsăriteană, pentru satisfacerea cererilor de despăgubire. 
Toate aceste idei au ajuns la apogeu în vara lui 1870, când expansioniștii americani, separatiștii canadieni și antiimperialiștii britanici au părut că își unesc forțele. Planul a fost abandonat din mai multe motive: Londra tergiversa negocierile, grupurile comericle și financiare americane făceau presiuni la Washington pentru rezolvarea mai rapidă a disputei și acceptarea unei plăți în bani gheață, Canada i-a oferit Columbiei Britanice condiții generoase să se alăture Confederației Canadiene, ceea ce a intensificat sentimentul sentiment în Columbia Britanică, care era în favoarea fidelității față de Imperiul Britanic, Congresul a devenit mai preocupat de Reconstrucție, iar cei mai mulți americani arătau un interes scăzut pentru expansiunea teritorială după ani lungi de lupte, cheltuieli mari și pierderi omenești în Războiul Civil.

### Tratatul de la Washington
În 1871, Hamilton Fish, secretarul de sta la președintelui Ulysses S. Grant, a încheiat un acord cu reprezentantul britanic Sir John Rose pentru a crea o comisie în Washington cu șase membri din Imperiul Britanic și șase membri din Statele Unite. Sarcina acesteia a fost să rezove printr-un tratat revendicările  Alabama , refinanțarea și alte dispute internaționale între Canada și Statele Unite.  Pe 8 martie 1871, a fost semnat Tratatul de la Washington, iar Senatul SUA a ratificat tratatul pe 24 mai 1871. În conformitate cu prevederile tratatului, a fost convocat la Geneva un tribunal internațional de arbitraj. Tratatul a inclus procesul de soluționare a revendicărilor Alabama, soluționarea disputelor legate de regiunile de pescuit din Atlantic și de frontiera San Juan (privind linia de hotar a Oregonului). Marea Britanie și Statele Unite au devenit aliați perpetui după tratat, Marea Britanie exprimându-și regretul pentru daunele provocate de afacerea Alabama.

## Tribunalul
Tribunalul de arbitraj a fost compus din următori reprezentanți: 
- Regatul Unit: Sir Alexander Cockburn
- Statele Unite: Charles Francis Adams, avându-l consilier pe William Maxwell Evarts [8]
- Italia: Federico Sclopis
- Elveția: Jakob Stämpfli
- Brazilia: Marcos Antônio de Araújo e Abreu.

Negocierile au avut loc în Suitland, Maryland, pe proprietatea omului de afaceri Samuel Taylor Suit. Ședințele tribunalului au avut loc în sala de recepți a primăriei din Geneva, Elveția. Aveastă cameră avea să fi numită salle de l'Alabama.
Suma finală de plată pentru despăgubire a fost de 15.500.000 dolari, prevăzută în Tratatul de la Washington, a fost plătită de britanici în 1872. Această sumă a fost redusă cu daunele de 1.929.819 dolari plătite de Statele Unite Marii Britanii pentru blocada ilegală a porturilor de către marina americană și pentru drepturile de pescuit cedate de britanici.

## Urmări
Această rezolvare a stabilit principiul arbitrajului internațional ca metodă principală a rezolvării problemelor dintre state și a pus bazele codificării dreptului internațional care urmărește găsirea soluțiilor pașnice la disputele internaționale. Arbitrajul în cazul Alabama a fost un precursor al Convențiilor de la Hague, Ligii Națiunilor, Curții Internaționale de Justiție și a Națiunilor Unite. Juriștii sovietici au studiat cu atenție revendicările Alabama când au verificat dacă pot să ceară daune ca răspuns la Intervenția aliaților în Războiul Civil Rus.
Incidentul a fost reflectat și în literatură. Astfel, în Anna Karenina de Leo Tolstoy, prințul Stiva Oblonsky are un vis care i-ar putea arăta că a citit despre revendicările Alabama prin Kölnische Zeitung.  iar în romanul  [Ocolul Pământului în 80 de zile]] de Jules Verne, Fix îl avertizează pe Phileas Fogg că revolta cu care se confruntă în San Francisco poate fi legată de Alabama.

## Resurse internet
- Geneva Arbitration, 1872 (în engleză și franceză)
- Caricaturi din Harper's Weekly:
  - "John Bull's Neutrality", 1 noiembrie 1862
  - "King Andy", 3 noiembrie 1866. Medalionul purtat de Secretarul marinei Gideon Welles are gavat numărul „290”, numărul inițial al șantierului naval pentru Alabama.
  - "The Apple of Discord at the Geneva Convention", 5 octombrie 1872
  - "Columbia Lays Aside her Laurels", 9 noiembrie 1872.
- Great Britain and the American Civil War
- La salle de l'Alabama in the Hotel de Ville, Geneva fr
- Edwin H. Abbott Papers, W.S. Hoole Special Collections Library, University of Alabama